# Marie I av Limoges
Marie I av Limoges, död 1291, var regerande vicegrevinna av Limoges från 1262 till 1291.    Hon stod 1263-1275 under förmynderskap av sin mor Marguerite av Burgund. 